# Ivan IV de Rússia
Ivan IV de Rússia (rus: Іѡа́ннъ Васи́лїевичъ)  (Kolómenskoie, 25 d'agost de 1530 - Moscou, 18 de març de 1584 (Julià)), nascut Ivan Vassílievitx, fou Tsar de Rússia (1547-1584). Per l'estil del seu regne és també reconegut com a Ivan el Terrible (rus: Ива́н Гро́зный, Ivan Grozni).
És considerat com un dels creadors de l'estat rus i el primer cap del Tsarat Rus. Les seves aportacions més importants a Rússia van ser la conquesta de Sibèria, la creació d'un nou codi legal —el Sudébnik—, la centralització del poder a la capital, la creació d'institucions amb la participació popular, la conquesta de Kazan i Astracan i grans reformes internes, com la reforma de l'exèrcit.

## Infància
Net del tsar Ivan Vassílievitx III el Gran i fill de Basili III de Moscou i Elena Glinskaya, pertany al llinatge Rúrik. Va ser coronat Gran príncep de Moscou als tres anys, després de la mort del seu pare. El regne va ser administrat per la seva mare, la qual va ser assassinada cinc anys després de la coronació per clans boiars que es disputaven el poder. Aquest fet va generar en Ivan un gran odi envers els boiars, cosa que en el futur originaria constants persecucions i matances en contra d'aquests clans.
L'estiu de 1534, el gran hetman Jerzy Radziwiłł i els tàtars van devastar la zona al voltant de Txernigov, Novgorod Seversk, Radogoshch, Starodub i Briansk. L'octubre de 1534, un exèrcit moscovita comandat pel príncep Ovchina-Telepnev-Obolensky, el príncep Nikita Obolensky i el príncep Vasily Shuisky va envair Lituània, avançant fins a Vilnius i Naugardukas, i va construir una fortalesa al llac Sebezh l'any següent, abans de ser aturat. L'exèrcit lituà dirigit per l'hetman Radziwill, Andrei Nemirovich, l'hetman polonès Jan Tarnowski i el semen Belsky van llançar un poderós contraatac i van prendre Gomel i Starodub. El 1536, la fortalesa de Sebezh va derrotar les forces lituanes de Nemirovich quan van intentar assetjar-la, i els moscovites van atacar Liubech, van arrasar Vitebsk i van construir fortaleses a Velizh i Zavoloche. Lituània i Rússia van negociar una treva de cinc anys, sense intercanvi de presoners, en què Homel quedava fora del control reial, mentre que els moscovites mantenien Sebezh i Zavoloche.
En 1538 els boiars va usurpar el poder, i el va exercir de forma violenta. Un grup de reformadors conegut com el "Consell Escollit" es va unir al voltant del jove Ivan, el va declarar tsar (emperador) de tota Rússia el 1547 a l'edat de 16 anys i va establir el Tsarat de Rússia amb Moscou com a estat predominant. El regnat d'Ivan es va caracteritzar per la transformació de Rússia d'un estat medieval a un imperi sota el tsar, però a un cost immens per a la seva gent i la seva economia més àmplia i a llarg termini.

## Regnat com a Tsar
Aquest govern pot dividir-se en dos períodes, marcats pels canvis produïts sobre Ivan després de la mort de la seva esposa Anastassia Romànova el 1560.

### Govern anterior a 1560
Va començar el 1547 en ser nomenat Tsar i Príncep de Rússia als 16 anys. Aquest període es va caracteritzar per la seva gran reforma interna i expansió territorial. Durant el seu govern va impulsar les arts i les lletres, a més d'introduir la impremta a Rússia. El 1547 es va casar amb Anastassia Romànova, i el seu govern es va veure molt influït per ella. Durant aquest mateix any va crear la Rada, un organisme governamental que feu de consell reial i que era integrat pel sacerdot Silvestr, Makari, el seu preceptor, i el seu secretari Alexei Adàixev. El 1549 va realitzar la primera Zemski Sobor, una reunió dels representants dels principats russos, i va començar una revisió del codi legal. Una gran aportació va ser el Sudébnik, creat el 1550, que recopila tots els decrets emesos pel govern fins al moment. El 1551 va convocar un concili per crear una Església afí als seus propòsits. Després de l'arribada del canceller anglès Richard Chancelor i de diversos navegants anglesos a Moscou el 1553, va establir vincles comercials amb Anglaterra. Una de les seves majors campanyes militars va ser la conquesta dels kanats tàrtars (habitats per tàtars, txuvaixos, mari, mordovians i udmurts) de Kazan en 1552 i Astracan en 1556 per controlar la totalitat del curs del riu Volga i posar fi a una dominació de més de 300 anys.
Ivan, que volia reunir les terres ètnicament rutenes de l'antic Rus de Kíev, va considerar el tractat de Pozvol, que posava la confederació de Livònia sota la protecció de la Unió de Polònia-Lituània com a casus bellien contravenir la treva entre Livònia i Rússia de 1554 per la què Livònia va acordar no entrar en aliança amb Polònia i Lituània. Ivan va envair Livònia en 1558, que va patir una derrota decisiva a mans de les tropes del Gran Ducat de Moscou durant la batalla d'Ergeme del 1560 i l'orde va sol·licitar la protecció de Segimon II August. El 1561, l'últim mestre de l'Orde de Livònia, Gotthard Kettler, va secularitzar i dissoldre l'orde i es convertí al luteranisme, i Rússia i Polònia-Lituània van signar una treva d'un any. La guerra es va allargar fins al 1583, per aconseguir una sortida al mar Bàltic.
El 1560 va morir la seva esposa Anastassia Romànova i Ivan IV es transformà en un governant psicòpata, fanàtic religiós i autoritari.

### Govern posterior a 1560
Després de la mort de la seva esposa, Ivan es va transformar en un tsar autoritari i psicòpata; es diu que durant les nits els seus crits sonaven per tot el Kremlin. Va establir la servitud, impedint als camperols canviar d'amo, inclusivament el dia de Sant Jordi. Va crear els Oprítxnina o Streltsí, la seva guàrdia personal, a la qual va donar un ús repressiu i d'acció militar. Amb aquesta guàrdia, des de 1560 fins a 1564, va executar molts boiars i membres del clergat, i va impedir que es formés un règim feudal a Rússia. Va utilitzar els Oprítxniks de forma arbitrària i sanguinària contra els boiars i el poble. A partir de llavors comença a conèixer-se'l com el Terrible. El 1570 va devastar els pobles de Nóvgorod i Pskov, i va matar-ne molts habitants. Va al·legar que conspiraven amb els boiars en contra del seu poder.
El 1568, el gran visir Sokollu Mehmed Paixà, que era el poder real en l'administració de l'Imperi Otomà sota Selim II, va iniciar el primer conflicte entre l'Imperi Otomà i el seu futur rival nord-rival de Rússia. L'estiu de 1569 en resposta a la interferència de Moscovy en les peregrinacions comercials i religioses otomanes, l'Imperi Otomà va enviar a Kasim Paşa una gran força de 20.000 turcs i 50.000 tàtars per posar setge a Astrakhan. Mentrestant, una flota otomana va assetjar Azov. No obstant això, una sortida de la guarnició sota el comandament del príncep Serebrianyi-Obolenskiy, el governador militar d'Astracan, va fer retrocedir els assetjadors. Un exèrcit de socors rus de 30.000 homes va atacar i va dispersar els obrers i la força tàtara va enviar la seva protecció. De camí cap a casa, fins al 70% dels soldats i treballadors restants es van congelar a les estepes o es van convertir en víctimes d'atacs dels circassians. La flota otomana va ser destruïda per una tempesta.
El 1570 va esclatar la Guerres russo-crimeanes i una gran horda de tàrtars del kanat de Crimea va devastar l'àrea de Riazan, propera a Moscou, gairebé sense trobar resistència i al maig de 1571 un exèrcit de 120.000 tàrtars de Crimea i d'homes de l'Horda de Nogai van sobrepassar les defenses de Sèrpukhov al riu Oka, van travessar el riu Ugra flanquejant a un Exèrcit rus de tan sols 6.000 homes que va retrocedir fins a Moscou. La població russa de les zones rurals també va fugir per refugiar-se en la capital. D'aquesta manera, els tàrtars van devastar les ciutats i pobles que havien quedat sense protecció; fins i tot van arribar a incendiar els suburbis de la mateixa capital. En el termini de tres hores Moscou va quedar reduïda a cendres. Quan l'endemà els tàrtars van partir per l'estepa de tornada cap a Riazan, portaven a 150.000 russos esclavitzats. Després de cremar Moscou, el Kan de Crimea, Devlet I Giray, recolzat per l'Imperi Otomà, projectava la conquesta total del principat de Moscou. D'aquesta manera, el 1572 va repetir la invasió tàrtara de Rússia, però va ser derrotat en la batalla de Molodi. El juliol-agost d'aquest any. l'horda de 120.000 combatents de Devlet I Giray de Crimea va ser derrotada pels russos, comandats pels prínceps Mikhaïl Ivànovitx Vorotinski i Dmitri Ivànovitx Khvorostinin. Després de la derrota de Crimea, es va abolir la Oprítxnina i es van canviar els exèrcits russos, introduint una nova estratègia a base de desenes de milers de tropes autòctones, cosacs i tàtars, en lloc d'uns pocs milers de soldats hàbils i mercenaris, com era la pràctica dels seus adversaris.

Campanya de Livònia de Stefan Batory, en negreta la frontera cap al 1600

Joan III de Suècia i Stefan Batory es van aliar contra Ivan IV de Rússia el desembre de 1577. Polònia també va reivindicar tota Livònia, sense acceptar el domini suec de cap part, i els 120.000 dalers prestats el 1562 encara no havien estat amortitzats, malgrat les millors intencions de Segimon II August de solucionar-ho. Al novembre, les forces lituanes que es dirigien cap al nord havien capturat Dünaburg mentre una força polonès-sueca va prendre la ciutat i el castell de Wenden a principis de 1578. Les forces russes no van poder recuperar la ciutat al febrer, un atac seguit d'una ofensiva sueca, dirigida a Pernau (Pärnu), Dorpat i Novgorod, entre d'altres. Al setembre, Ivan va respondre enviant un exèrcit de 18.000 homes, que van recuperar Oberpahlen (Põltsamaa) de Suècia i després van marxar cap a Wenden. A la seva arribada a Wenden, l'exèrcit rus va assetjar la ciutat, però va ser trobat per una força de socors d'uns 6.000 soldats alemanys, polonesos i suecs. En la següent batalla de Wenden, les baixes russes van ser greus amb armament i cavalls capturats, deixant a Ivan IV amb la seva primera derrota greu a Livònia. Amb les reserves d'Ivan a Pskov i Novgorod per protegir-se d'una possible invasió sueca, la ciutat va caure el 30 d'agost de 1579. Batory va nomenar Jan Zamoyski, per dirigir una força de 48.000, d'ells 25.000 lituans, contra la fortalesa de Velikie Luki que va capturar el 5 de setembre de 1580. Sense resistència significativa les guarnicions de Sokol, Velizh i Usvzat van caure ràpidament i el 1581, la força va assetjar Pskov, una fortalesa ben fortificada i molt defensada. El suport financer del parlament polonès estava caient, i Batory no va aconseguir atreure les forces russes a Livònia cap a camp obert abans de l'inici de l'hivern. Sense adonar-se que l'avanç polonès-lituà estava a la baixa, Ivan, pressionat internament pel clergat i els boiars va signar la Pau de Iam Zapolsk,, una humiliació per al tsar que va sol·licitar la treva. Segons l'acord, Rússia cediria totes les zones de Livònia que encara mantenia i la ciutat de Dorpat a la Confederació de Polònia i Lituània que a més retindria Polotsk. Els territoris suecs capturats, concretament Narva serien retinguts pels russos i Velike Luki seria retornat del control de Batory a Rússia. L'armistici, que no va aconseguir un acord de pau total, havia de durar deu anys i es va renovar dues vegades, el 1591 i el 1601. Batory va fracassar en els seus intents de pressionar Suècia perquè renunciés als seus guanys a Livònia, particularment a Narva. Després d'una decisió de Joan III de Suècia, la guerra amb Rússia va acabar quan el tsar va concloure la treva de Plussa amb Suècia el 10 d'agost de 1583 per la que Rússia va renunciar a la major part d'Íngria, deixant Narva i Ivangorod també sota control suec. Originalment previst que durés tres anys, la treva ruso-sueca es va estendre més tard fins al 1590.
El 1580, a causa d'un atac de còlera, va matar a cops el seu fill gran, el Tsarévitx Ivan (el seu preferit). Va matar, a més, alguns dels seus enemics i amics, cosa que va fer que Ivan es tornés encara més psicòpata. Cap al final de la seva vida va conquerir el kanat de Sibèria, per acabar de conquerir la conca del riu Obi, estant al comandament de les tropes del cosac Iermak Timoféievitx. Mort Ivan IV el 1584, el va succeir el seu fill menor Teodor I.